# Fireball Roberts

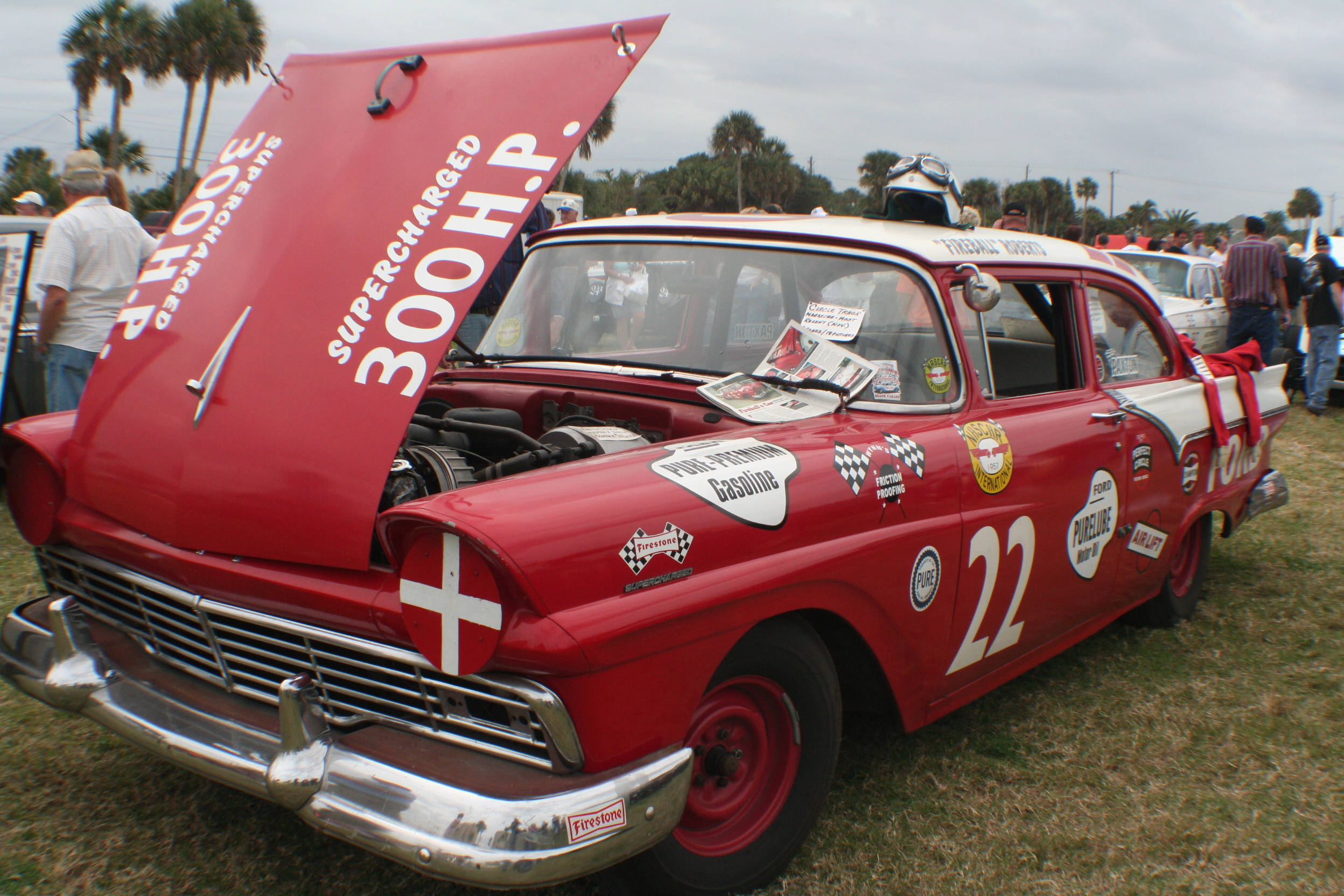
Roberts Ford uit 1957.

Edward Glenn "Fireball" Roberts Jr. (Tavares (Florida), 20 januari 1929 - Charlotte (North Carolina), 2 juli 1964) was een Amerikaans autocoureur die in de jaren vijftig en zestig actief was in de NASCAR Grand National Series. Hij won de Daytona 500 in 1962.

## Carrière
Roberts debuteerde in 1950 in de NASCAR en won dat jaar op de Occoneechee Speedway en werd vice-kampioen na Bill Rexford die het kampioenschap won. In 1962 won hij in een Pontiac de Daytona 500.
Tijdens de World 600 op de Charlotte Motor Speedway van 1964 crashte hij zwaar nadat hij twee andere wagens probeerde te ontwijken die voor hem gecrasht waren. Hij overleed negen dagen later in het ziekenhuis. Hij werd 35 jaar. Robert reed tijdens zijn carrière in de NASCAR 206 races waarvan hij er 33 won. In 1990 werd hij postuum erelid van de International Motorsports Hall of Fame.